# Northover Projector

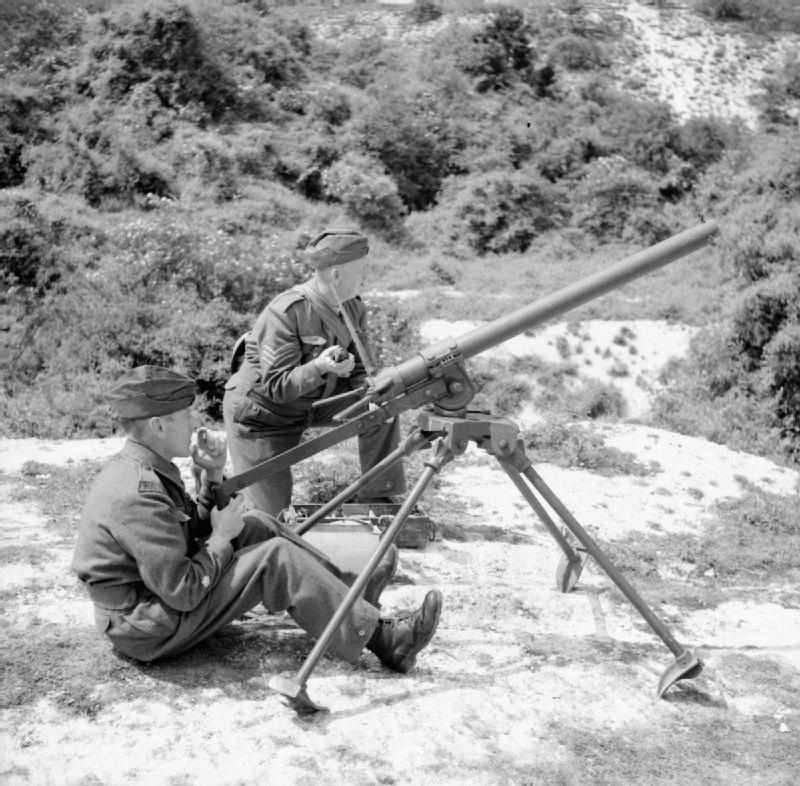
Ein Northover-Werfer der Home Guard 1941

Der Northover Projector (dt. Northover-Werfer) ist ein britischer Mörser des Zweiten Weltkrieges im Kaliber 63,5 mm.

## Geschichte
1940 entwickelten die Briten den Northover-Werfer, jedoch waren seine Leistungen im Gefecht völlig unzureichend. Als wirksamere Waffen zur Verfügung standen, wurde der Northover-Werfer weitgehend aus dem Gefecht gezogen. Lediglich Truppen der Home Guard und einige Armee- und Luftwaffeneinheiten nutzten den Northover-Werfer weiter vornehmlich zur Bewachung von Flugfeldern.

## Technik
Der Northover-Werfer ist eine sehr einfache Konstruktion. Sie besteht aus nicht viel mehr als aus einem Stahlrohr, einem Dreibein für den Stand, Abzug und Hahn. Das Zielen erfolgte über einfachste Zielmittel. Verschossen wurden gewöhnliche Handgranaten, Panzerabwehrgewehrgranaten oder Brandgeschosse. Eine kleine Treibladung, durch eine blinde Patrone gezündet, erzeugte den nötigen Gasdruck. Einige Werfer wurden auch durch die Truppe umkonstruiert. So wurde das Dreibein entfernt und durch eine Räderlafette ersetzt, um einen leichteren Transport zu gewährleisten. Zwei findige Angehörige der britischen Heimatverteidigung entwickelten einen Northover-Werfer mit einer fünffachen Revolverkammer. Dabei konnten die fünf Granaten in relativ schneller Folge verschossen werden.
Die Bedienungsmannschaft setzte sich aus zwei Schützen und dem Kommandanten zusammen.

## Technische Daten
- Kaliber: 63,5 mm
- Gewicht: 61,2 kg
- Rohrlänge: 914 mm
- Mündungsgeschwindigkeit: 60 m/s
- wirksame Schussweite: 250 m

Die Durchschlagsleistung der Panzerabwehrgranate betrug 50 mm bei einer Schussentfernung von 100 Metern und einem Auftreffwinkel von 90° zwischen Zieloberfläche und Geschossbahn.